# Gaztanbera
La gaztanbera (« fromage frais », en français ; requesón, en espagnol) est un caillé de lait de brebis.
La méthode de transformation sur une base de lait est semblable à celles de la mamia, de la cuajada, etc.
En Basse-Navarre, c'est aussi le nom du mamia, caillé de brebis traditionnel du Pays basque.